# Colúmbia (ball)
La colúmbia és un gènere musical cubà d'origen rural (Matanzas, 1886-1890) que forma part de l'anomenat cicle de la rumba.
El compàs és de 2/4 i l'accent musical se situa al final de la frase. L'estructura del tema és la mateixa que la d'altres modalitats de la rumba i presenta dues parts ben definides: la cantada i el capetillo, o part ballada. Quan arriba la part ballada, l'executant demana permís per sortir a la pista i, després de saludar els tambors, fa gala de la seua habilitat dansaire amb un seguit de passos acrobàtics i filigranes. Més tard, un altre ballador el substituirà i intentarà superar els seus pasillos.
El moviment del ballador neix del joc entre la cama i les espatlles, recull mimètic de borratxos, coixos, boxadors o talladors de canya de sucre, i tendeix a conservar la posició erecta, ja que moltes vegades manté en equilibri sobre el cap un got o una ampolla amb beguda. El ball és ràpid però assentat i és executat només per homes, que estableixen un diàleg improvisat amb els tocs de timbal i una controvèrsia rítmica amb el quinto, que subratlla els seus moviments. En alguns llocs del camp, els balladors empren matxets o ganivets que arriben a lligar-se als peus i que representen el gall en la imaginació popular.
L'instrumental està format per percutors amb pegats de cuir, güiros i elements xilofònics.